# USS Essex (LHD-2)
USS Essex (LHD 2) es un buque de asalto anfibio tipo LHD multipropósito clase Wasp de la Armada de los Estados Unidos, el quinto buque de la Armada en llevar este nombre en honor al condado de Essex, Massachusetts.

## Historial operativo

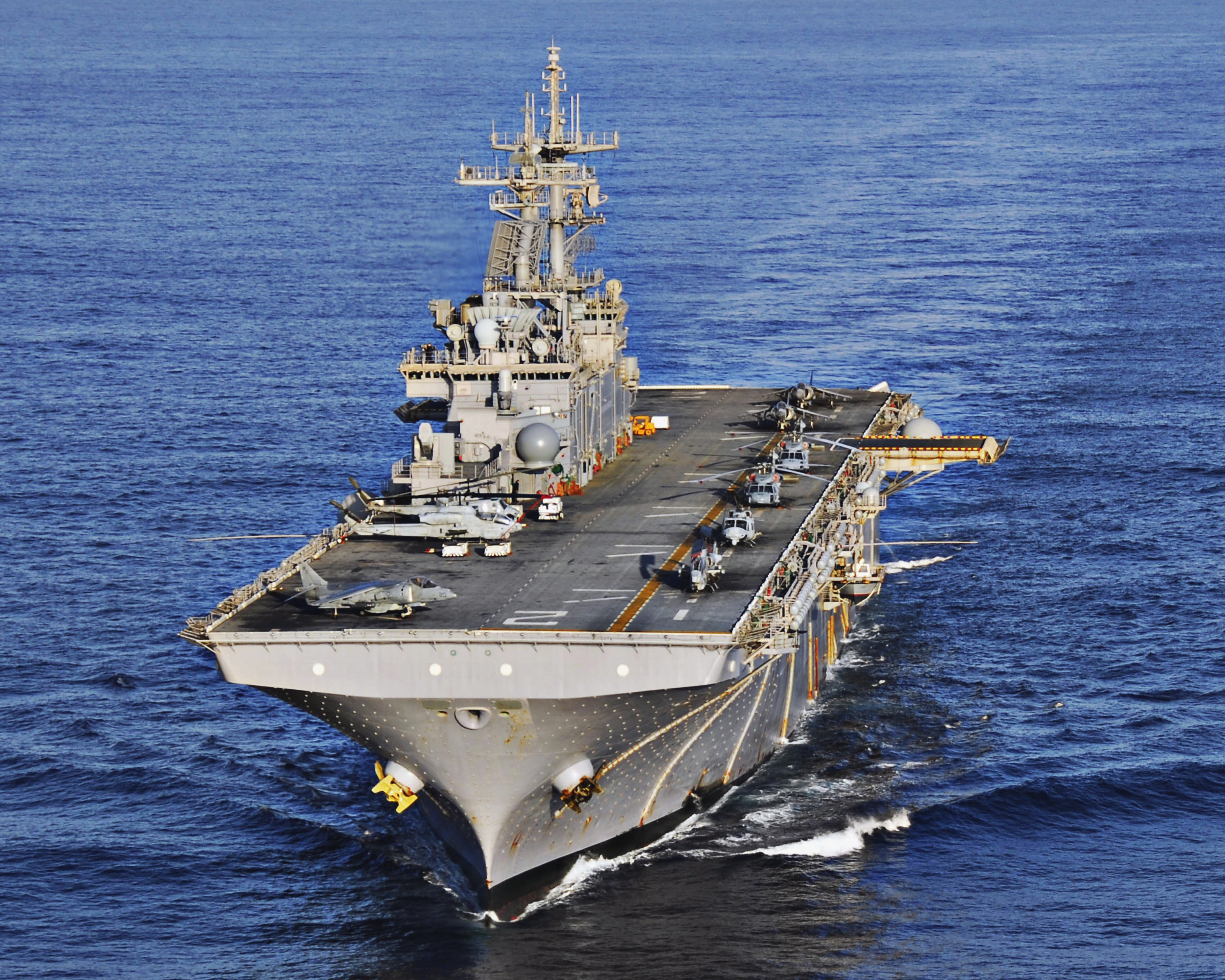
USS Essex en el mar de la China Oriental, marzo de 2008.

Fue construido por Ingalls Shipbuilding en Pascagoula, Misisipi, su quilla fu puesta en grada el 20 de marzo de 1989 y botado el 23 de febrero de 1991, amadrinado por la señora Lynne Cheney esposa del Secretario de Defensa Dick Cheney.
Fue puesto en servicio el 17 de octubre de 1992 mientras estaba atracado en North Island junto al USS Kitty Hawk (CV-63). Dick Cheney, Secretario de Defensa en la administración del primer Bush, habló en la ceremonia de asignación. El Essex sirvió como buque de mando del Grupo Expedicionario de Ataque Siete hasta su sustitución por el USS Bonhomme Richard (LHD-6), el 23 de abril de 2012.
El Essex chocó con el USNS Yukon (TAO-202), en mayo de 2012.
Desde julio de 2000 su puerto base es Sasebo, Japón.